# Angraecum crassum
Angraecum crassum là một loài lan.